# 1184 (szám)
Az 1184 (római számmal: MCLXXXIV) az 1183 és 1185 között található természetes szám.

## A szám a matematikában
A tízes számrendszerbeli 1184-es a kettes számrendszerben 10010100000, a nyolcas számrendszerben 2240, a tizenhatos számrendszerben 4A0 alakban írható fel.
Az 1184 páros szám, összetett szám. Kanonikus alakja 25 · 371, normálalakban az 1,184 · 103 szorzattal írható fel. Tizenkét osztója van a természetes számok halmazán, ezek növekvő sorrendben: 1, 2, 4, 8, 16, 32, 37, 74, 148, 296, 592 és 1184.
Az 1210-zel barátságos számpárt alkotnak.
Az 1184 három szám valódiosztó-összegeként áll elő, ezek az 1210, az 1336 és a 2362.

## Csillagászat
- 1184 Gaea kisbolygó